# Bylandtstraße 19 (Mönchengladbach)

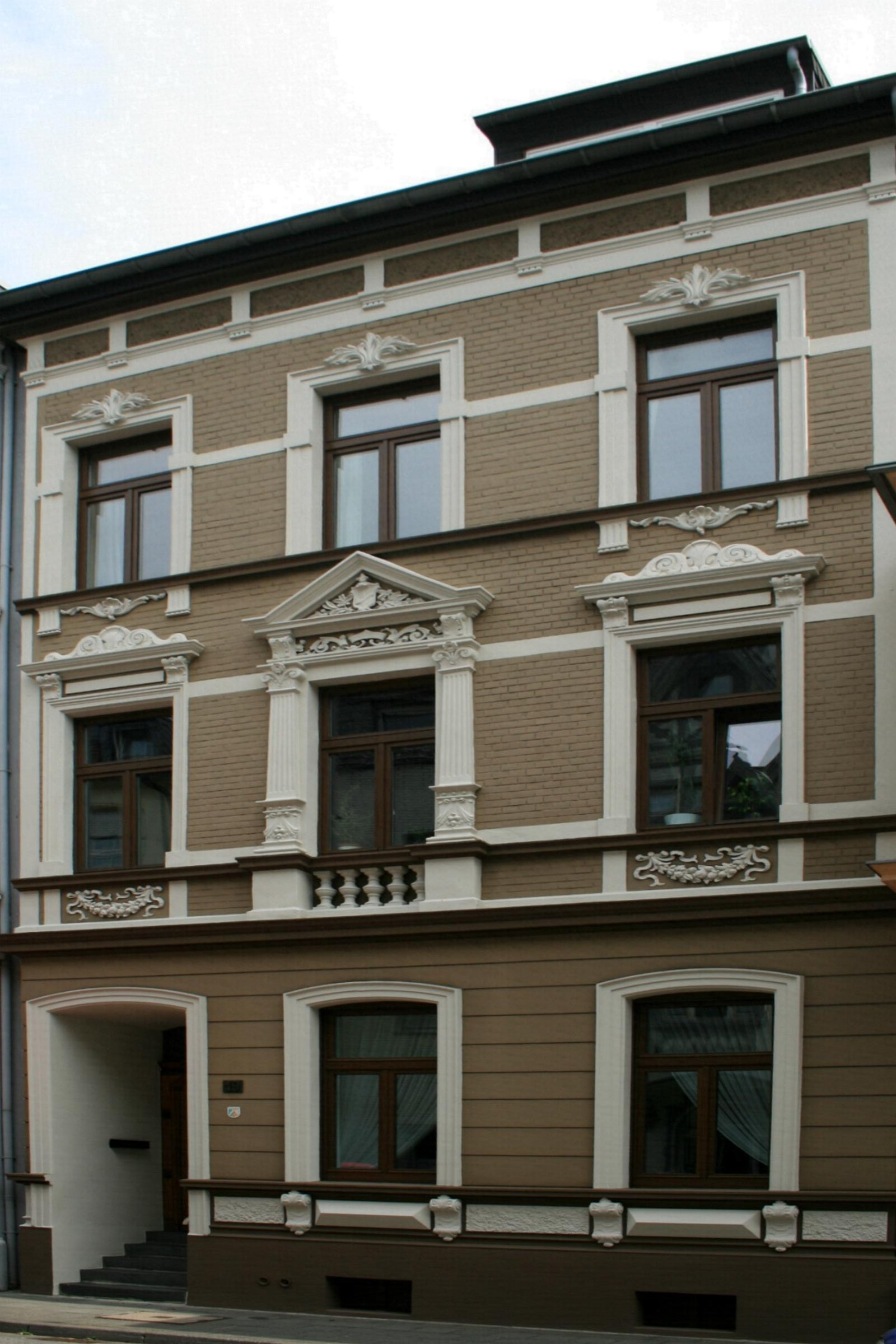
Wohnhaus (2010)

Das Wohnhaus Bylandtstraße 19 steht im Stadtteil Rheydt in Mönchengladbach (Nordrhein-Westfalen).
Das Haus wurde 1901 erbaut. Es ist unter Nr. B 120 am 5. Februar 1990 in die Denkmalliste der Stadt Mönchengladbach eingetragen worden.

## Lage
Die Bylandstraße, im östlichen Stadterweiterungsgebiet gelegen, verbindet die Hauptstraße mit der Bendhecker Straße. Das Objekt Nr. 19 liegt inmitten einer gut erhaltenen Baugruppe gleichartiger Häuser.

## Architektur
Das traufenständige dreiachsige Wohnhaus aus dem Jahre 1901 mit einer Putzfassade ist mit einem Satteldach eingedeckt. Am dreigeschossigen Objekt steht noch ein flach eingedeckter Anbau.
Das Haus Nr. 19 ist sowohl als Teil dieses Ensembles als auch aufgrund der Formensprache des Historismus unbedingt schützenswert.